# 두원공과대학교
두원공과대학교(斗元工科大學校, Doowon University of Technology)는 대한민국 경기도 안성시와 파주시에 소재한 사립 전문대학이다. 
1993년 3월 두원공업전문대학으로 설립되었다. 교훈은 미래로, 세계로·진리·창의·봉사이다. 국문 약칭으로 두원공대(斗元工大), 영문 약칭으로 DUT 등을 사용하고 있다.

## 연혁
1993년 11월 18일, 학교법인 두원학원의 김찬두에 의하여 두원공업전문대학이 경기도 안성시 일대에 설립되었다. 이듬해 3월 3일 개교하였다. 1998년 5월 1일, 두원공과대학으로 교명을 변경하였다. 2008년 3월, 경기도 파주시 일대에 현재의 파주캠퍼스를 개교하였다. 2012년 4월 3일, 두원공과대학교로 교명을 변경하여 현재에 이르고 있다.

## 교육편제
두원공과대학교는 전문대학으로 간호·보건계열, 공학계열, 사범계열, 의료·보건·복지 계열, 공학계열, 디자인계열, 호텔·조리계열, 예술·창작계열, 자유전공학과 등 9개 그룹을 자체적으로 설정하고, 캠퍼스별로 특성화시켜 전문학사 학위과정을 편제하고 있다. 
안성캠퍼스는 간호·보건계열, 공학계열, 사범계열의 3개 그룹 아래 14개 학과를 설치하여 전문학사 학위과정을 교수하고 있다.
파주캠퍼스는 의료·보건·복지 계열, 공학계열, 디자인계열, 호텔·조리계열, 예술·창작계열, 자유전공학과의 6개 그룹 아래 25개 학과를 설치하여 전문학사 학위과정을 교수하고 있다.

## 캠퍼스 풍경
두원공과대학교는 경기도 소재 사립 전문대학으로, 안성시와 파주시에 각각 캠퍼스를 두고 있다.

### 안성캠퍼스
두원공과대학교 안성캠퍼스는 장원리에 위치한다. 두원공업전문대학 시절, 설립 당시의 캠퍼스가 현재까지 이어지고 있다. 대학본부 역할을 수행하는 캠퍼스로, 약 12동의 건축물이 위치하고 있다. 캠퍼스 북부방면 관음당길과 접속되어 캠퍼스 접근이 가능하다. 캠퍼스가 'U'자 형태로 형성되어 있으며, 동부 방면으로 안성장원일반산업단지가 위치한다.

### 파주캠퍼스
두원공과대학교 파주캠퍼스는 봉암리에 위치한다. 2008년 3월 개교한 이원화 캠퍼스이다. 약 6동의 건축물이 위치하고 있다. 캠퍼스 남부 방면으로 주라위길과 접속되어 캠퍼스 접근이 가능하다.

## 같이 보기
- 두원공업고등학교
- 두원공조